# BoA
Kwon Bo-ah (hangul: 권보아; hanja: 權珤雅; rr: Gwon Boa; MR: Kwŏn Poa; em chinês:  权宝儿, transl. Quán Băo-er; em japonês:  クォンボア, transl. Ku~onboa; nascida em 5 de novembro de 1986 em), conhecida profissionalmente como BoA, é uma cantora, dançarina, compositora, produtora e atriz sul-coreana. Ela é frequentemente referido como a “Rainha do K-pop”.
Nascida e criada em Gyeonggi-do, Coreia do Sul, BoA foi descoberta por agentes de talento da SM Entertainment quando ela acompanhava seu irmão mais velho, um diretor de videoclipes, em uma audição de talentos em 1998. Ela foi treinada por dois anos e estreou com ID; Peace B (2000). Desde então, BoA lançou vinte álbuns de estúdio, incluindo dez em coreano, nove em japonês e um em inglês. Na televisão, ela apareceu como jurada no show competitivo K-pop Star (2011–2013), como atriz no drama televiso Listen to Love (2016), como anfitriã da segunda temporada de Produce 101 (2017) e como jurada da terceira temporada de The Voice of Korea (2020).
Com o lançamento de seu primeiro álbum de estúdio japonês, Listen to My Heart (2002), BoA tornou-se a primeira estrela sul-coreana a alcançar sucesso no Japão, após a queda das barreiras que restringiam a importação e exportação de entretenimento entre os países desde o final da Segunda Guerra Mundial. Seus álbuns em japonês Valenti (2003) e Best of Soul (2005) venderam mais de um milhão de cópias cada, de acordo com a Oricon; o último dos quais permaneceu como o último álbum de um artista não japonês a alcançar o feito em 16 anos. Seu álbum de estreia em inglês auto-intitulado (2009) tornou-se o primeiro álbum de um artista coreano a entrar na Billboard 200.
BoA vendeu mais de dez milhões de álbuns ao longo de sua carreira e é uma das três únicas artistas femininas com seis álbuns número um consecutivos na Oricon Albums Chart desde sua estreia, ao lado das cantoras japonesas Ayumi Hamasaki e Hikaru Utada. Ela recebeu múltiplos prêmios na Coreia do Sul e no Japão, incluindo oito MAMA Awards, seis SBS Music Awards, cinco Japan Record Awards e cinco Japan Gold Disc Awards. Em 2013, Mnet incluiu ela na lista dos 100 artistas mais influentes da história da Coreia do Sul.

## Carreira

### 2000–2002: Estreia e expansão japonesa
Aos onze anos, BoA acompanhou seu irmão mais velho para um teste na SM Entertainment em busca de talentos. Embora seu irmão foi quem fez o teste como um break-dancer, os olheiros da SM tomaram conhecimento de BoA e ofereceram-lhe um contrato na mesma noite das audições. Seus pais inicialmente se opuseram à ideia de BoA abandonar os estudos para entrar no negócio de entretenimento mas, eventualmente, consentiu de persuasão de seus irmãos mais velhos. Ela disse que sua influência no início como cantora foi Seo Taiji.
BoA passou por dois anos de treinamento (envolvendo vocal, dança, Inglês e aulas de japonês), e com a idade de treze anos lançou seu primeiro álbum ID; Peace B na Coreia do Sul em 25 de agosto de 2000. O álbum foi um sucesso moderado, mas entrou no Top 10 das paradas da Coreia do Sul e vendeu cerca de 156.000 unidades. Enquanto isso, sua gravadora coreana, SM Entertainment, fez acordos com a gravadora japonesa Avex Trax para lançar sua carreira musical no Japão. Ela foi forçada a abandonar a escola para se preparar e no início de 2001, BoA lançou seu primeiro mini-álbum, Don't Start Now, vendendo cerca de 90.000 unidades. Após seu lançamento, ela teve um hiato da indústria da música coreana para se concentrar no mercado japonês no momento em que ela trabalhou para solidificar suas habilidades em japonês.
BoA iniciou sua carreira como cantora de música japonesa no clube de propriedade da Avex Velfarre. Em 2001, ela lançou seu primeiro single japonês, a versão japonesa da música "ID; Peace B" (originalmente do álbum homônimo). O single alcançou a posição #20 na Oricon e foi seguido por "Amazing Kiss", "Kimochi wa Tsutawaru", e "Listen to My Heart"; o último se tornou o primeiro single da cantora a entrar no Top Five da Oricon. Após os ataques de 11 de setembro de 2001, BoA gravou o single de caridade "The Meaning of Peace" com Kumi Koda como parte do projeto para arrecadar fundos para caridade da Avex, Song Nation. De 2001 a 2007, BoA apresentou o Beat it BoA's World, um programa de rádio na Japan FM Network.
Seu álbum de estreia japonês, Listen to My Heart, foi lançado em 13 de março de 2002. O álbum foi um grande avanço na carreira de BoA: Listen to My Heart vendeu 1,000,000 de cópias sendo o primeiro álbum de um artista coreano a fazê-lo. O single, "Every Heart: Minna no Kimochi", foi lançado no mesmo dia que o álbum. Após o lançamento de Listen to My Heart, BoA lançou seu segundo álbum de estúdio coreano, No. 1, um mês depois. O álbum vendeu cerca de 544.000 unidades e tornou-se o quarto mais vendido do ano na Coreia do Sul. Jumping into the World (o re-lançamento do mini-álbum japonês Don't Start Now) e o single japonês "Don't Start Now" foram lançados um mês mais tarde no mesmo dia.
BoA, em seguida, lançou seu sétimo single "Valenti". Ele chegou ao número dois na Oricon. BoA lançou mais dois singles "Kiseki / No.1" e "Jewel Song / Beside You: Boku o Yobu Koe", tanto que também atingiu o pico de número três nas posições. No final do ano, BoA lançou seu mini-álbum coreano Miracle.

### 2003–2005: O sucesso comercial
O segundo álbum de estúdio japonês de BoA, Valenti de 2003, tornou-se seu álbum mais vendido, com mais de 1.249.000 cópias vendidas. Em apoio do álbum, BoA lançou a BoA 1st Live Tour Valenti, sua primeira turnê japonesa. Mais tarde nesse ano, ela lançou dois álbuns coreanos, Atlantis Princess e o mini-álbum Shine We Are!. O primeiro foi o quinto mais vendido do ano na Coreia do Sul, com cerca de 345 mil unidades vendidas, este último vendeu cerca de 58.000 unidades.
Seu terceiro álbum de estúdio japonês, Love & Honesty de 2004 foi uma "mudança de direção" musical: ele continha uma canção de rock-dance, ("Rock with You") e "mais difícil" R&B. Embora o álbum não tenha conseguido igualar-se a Valenti nas vendas, que liderou as paradas da Oricon por duas semanas, tornou-se tripla de platina. Em apoio do álbum, BoA realizou a turnê, Live Concert Tour 2004: Love & Honesty. Em contraste com a 1st Live Tour, que "enfatizou o exótico design asiático", a turnê Love & Honesty teve um "espaço exterior, a ficção científica" é o tema, entre os adereços uma espaçonave de três andares de altura e o robô Asimo. A turnê, que começou em Saitama e terminou em Yokohama, durou nove performances e atraiu cerca de 105 mil participantes. Sua primeira coletânea, Best of Soul de 2005, vendeu mais de um milhão de cópias, tornando BoA a primeira cantora asiática não-japonesa a ter dois milhões de álbuns vendidos no Japão.
BoA reinventou a imagem dela em seu quarto álbum coreano, My Name de 2004, ela deixou o estilo "cute" e "jovem" que caracterizou os anos anteriores e apresentou-se como "sexy" e "sensual". O álbum foi o início de uma incursão no mercado chinês e continha duas músicas cantadas em chinês mandarim. As vendas de álbuns coreanos da BoA começou a declinar: o álbum vendeu 191 mil unidades e se tornou o décimo primeiro álbum mais vendido da Coreia do Sul do ano. Em setembro de 2004, BoA se envolveu em uma polêmica no Japão, quando ela doou ₩ 50 milhões para um projeto de memorial para independência coreano ativista e nacionalista An Jung-geun.
Seu quinto álbum coreano, Girls on Top de 2005, continuou sua mudança de imagem. O álbum retratou a cantora como mais "madura e auto-confiante" e foi uma "declaração de guerra contra o machismo", a "boemia" olhar da fotografia da capa representa "liberdade e profundidade ", enquanto a vídeos de música e fotografias que retratavam BoA em um tradicional vestido coreano trouxe a "ideia de feminilidade coreana " em sua música. O álbum também continuou a incursão de BoA no mercado chinês e, assim como o álbum anterior, continha músicas em madandrim [carece de fontes?] Sendo o décimo quarto mais vendido do ano na Coreia do Sul, com 113.000 unidades vendidas.

### 2006–2008: Continua o sucesso no Japão

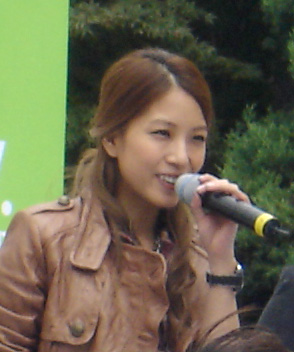
BoA em um evento de sinal DoubleUDot (W.) em setembro de 2006

Em 2006, BoA ficou inativa na Coreia do Sul, ela concentrou sua atenção no Japão. Seu quarto álbum de estúdio japonês, Outgrow, foi lançado em 15 de fevereiro de 2006. O álbum alcançou o número um lugar na Oricon em sua primeira semana de lançamento, tornando-o seu quarto álbum original japonês consecutivo, para fazê-lo. Com 220 mil cópias vendidas, tornou-se a sua estreia na primeira semana de menor venda de um álbum de estúdio naquele ponto. As vendas na primeira semana de Listen to My Heart ficaram em cerca de 230 mil unidades, enquanto Valenti 615,000, e os de Love and Honesty 296,000. "Do the Motion", o primeiro single do álbum, alcançou o primeiro lugar, tornando-a o quarto asiático não-japonês a ter um single número um nas paradas da Oricon. "Merry Christmas from BoA" de 2005, último single do álbum, foi o primeiro single digital da cantora.
Em maio, BoA renovou seu contrato com a SM Entertainment até 2012. Na época foi constatado que ela teve uma participação na empresa de 100 mil (aproximadamente US $ 1 milhão de dólares). Ela também dublou Heather o gambá na versão em coreano e japonês do filme de animação Over the Hedge. Em 21 de setembro de 2006, ela lançou seu primeiro single digital na Coreia, uma versão coreana de "Key of Heart". Em apoio para Outgrow, BoA lançou um especial Zepp tour, BoA The Live, em 29 de setembro de 2006. A turnê, que durou até 29 de outubro, começou a partir de Nagoya e continha doze shows, dois em cada uma das seguintes cidades: Nagoya, Fukuoka, Osaka, Tóquio, Sendai e Sapporo. Ela encenou seu primeiro concerto de Natal em 7 de dezembro de 2006.
O quinto álbum de estúdio japonês de BoA, Made in Twenty (20) de 2007, continuou a sua transição de uma imagem "adolescente" para uma imagem mais madura. O álbum, que continha R & B e músicas dançantes, assim como baladas, estreou no topo das paradas semanais da Oricon, tornando o seu sexto álbum consecutivo a fazê-lo (incluindo uma compilação). Ela começou a usar um computador pessoal para compor uma das músicas ("No More Make Me Sick"). Em 31 de março de 2007, ela lançou uma turnê nacional do Japão, em apoio ao álbum. A turnê, que vendeu cerca de 70.000 ingressos, foi, de acordo com a BoA, "o maior concerto" que ela já tinha dado. Duas faixas dos singles de Made in Twenty (20) foram usados como músicas-tema; "Your Color", a partir do single "Your Color" de 2006, foi usado como tema de encerramento para o lançamento japonês do jogo Ninety-Nine Nights para o Xbox 360. "Key of Heart", do single "Key of Heart / Dotch" de 2006, foi o tema de encerramento para o lançamento japonês do filme Over the Hedge. Ela também lançou uma versão em Inglês de "Key of Heart", que estava disponível apenas na primeira edição do single de imprensa.
Mais tarde, em 2007, Anycall (a marca Samsung) assinou contrato com BoA, Xiah Junsu (do TVXQ), Tablo (do Epik High) e a pianista de jazz Jin Bora para "AnyBand", uma banda criada especificamente para promover a Anycall. No qual o cpe foi gravado no Brasil A banda lançou apenas um single, "AnyBand".
Com seu sexto álbum japonês, The Face de 2008, BoA teve mais controle criativo sobre sua música. Neste momento, BoA foi influenciado pelo electro-pop. Além disso, BoA incluiu "primavera felizes" nas músicas (o primeiro single "Sweet Impact" e seu B-side, "Bad Drive"), uma canção de guitarra-driven "groovy do baile" ("Lose Your Mind") e baladas. Liricamente, BoA focou principalmente no amor, embora "Be with You." de 2008 foi sobre o relacionamento de uma pessoa com o seu cão. O álbum estreou no topo das paradas semanais da Oricon, tornando BoA um dos dois únicos artistas no Japão a ter seis álbuns de estúdio consecutivos no topo das paradas semanais da Oricon (o outro é Ayumi Hamasaki, que tem oito álbuns consecutivos número um). Em 9 de junho de 2008, BoA e outros nove artistas de todo o mundo registrou um cover em inglês da canção "Dedication of Love" de Wei Wei. Produzido por Roald Hoffmann e Brian Alan, o single foi usado para arrecadar fundos para as vítimas do terremoto de Sichuan. Mas, devido a uma agenda apertada, BoA foi puxado de volta a partir deste projeto. A marca coreana de jóias Rame também lançou "Rame by BoA", uma linha de jóias desenhadas pela própria cantora.

### 2008–2010: Incursão na América e retorno ao mercado japonês

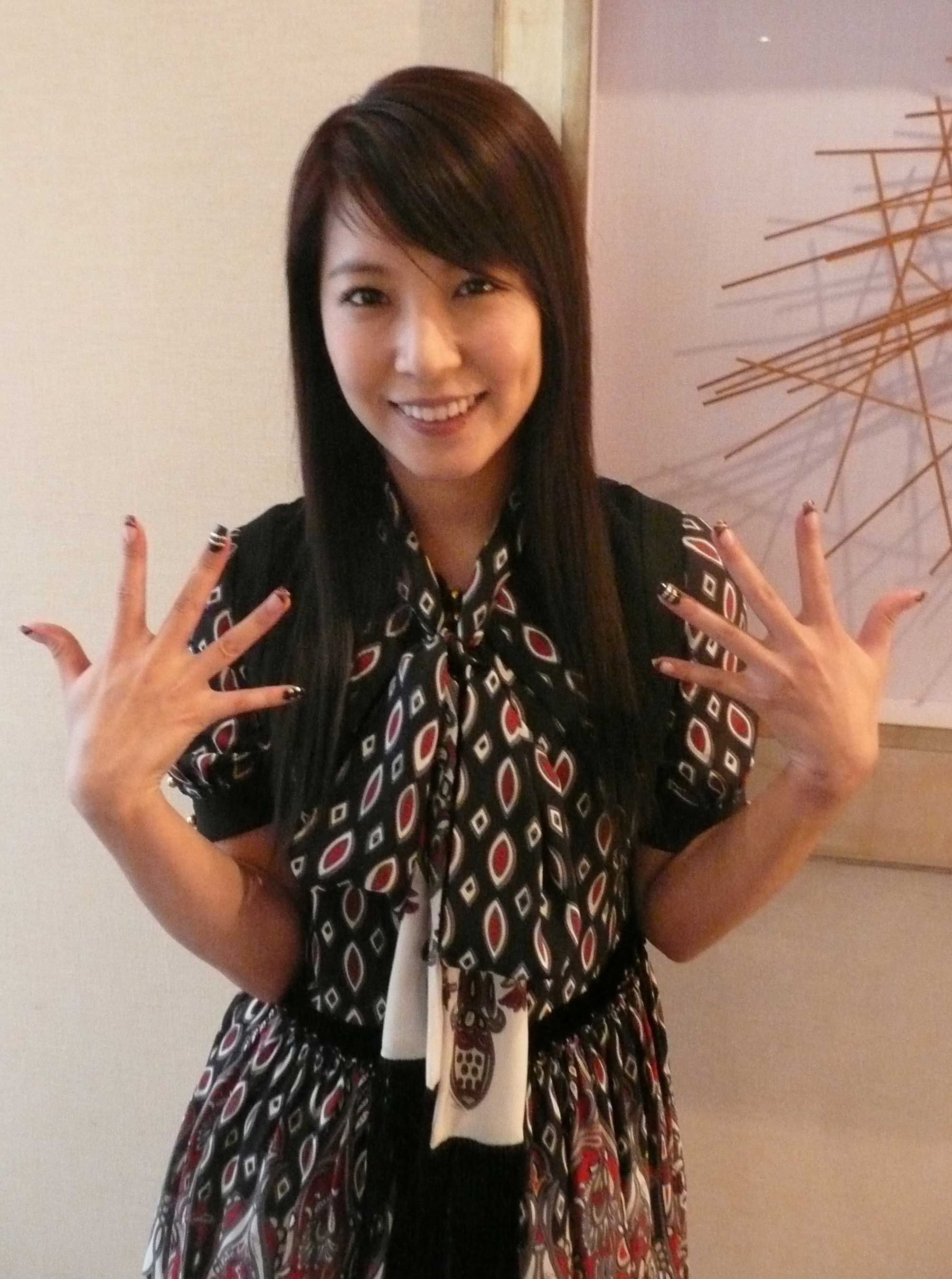
BoA em Tóquio, em fevereiro de 2009

Em 2 de setembro de 2008, foi anunciado que BoA faria sua estreia nos Estados Unidos em uma nova gravadora subsidiária, a SM Entertainment USA.
A estreia no mercado americano de BoA foi com o single "Eat You Up", produzido por Thomas Troelsen, foi lançado on-line em 21 de outubro de 2008. O CD promocional contendo remixes de dança de "Eat You Up" também foi lançado. "Eat You Up" ficou em #1 na Billboard Hot Dance Club Play. O remix de "Eat You Up", com o rapper Flo Rida estava previsto para ser lançado no final de novembro e vazaram na internet em dezembro. BoA cantou "Eat You Up", bem como outras canções no concerto YouTube's Tokyo Live, e performou em Nova York em 3 de dezembro de 2008, bem como a Jingle Ball no Anaheim Honda Center em 6 de dezembro de 2008. Ela também apresentou a canção "Look Who's Talking" no evento.
BoA lançou um single triple-A-side no Japão em 18 de fevereiro de 2009, "Eien/Universe/Believe in Love". No mesmo dia, o single "Believe in Love" foi lançado, com vocais de BoA.
O álbum em inglês de BoA foi lançado nos EUA em 17 de março e contou com faixas dos produtores Bloodshy & Avant, bem como um dueto com Sean Garrett. Seu segundo álbum de compilação japonês, Best & USA foi lançado em 18 de março ligando uma compilação de sucessos recentes no Japão, com sua estreia em inglês.
BoA afirmou que "Sempre foi o meu sonho estrear na América" e estudou Inglês em Los Angeles, mas achou o idioma mais difícil de aprender do que o japonês. Ela morava em West Beverly Hills, mas admitiu ser difícil fazer amigos.
BoA apareceu como intérprete para a Parada do Dia da Libertação Gay de São Francisco em 28 de junho de 2009 ao lado de Solange Knowles e The Cliks. Ela estreou seu próximo single "Energetic", executando-o pela primeira vez em público. Ela também cantou "Eat You Up" e "I Did It for Love".
Em 31 de agosto, a SM USA lançou BoA Deluxe, uma versão re-embalada do seu álbum de estreia em inglês. O álbum continha duas novas faixas e a versão radio edit de "Energetic".
Ainda naquele ano BoA voltou ao mercado japonês ao lançar um novo single, intitulado "Bump Bump!" (em outubro de 2009). BoA, em seguida, lançou "Mamoritai: White Wishes" (em dezembro de 2009) que foi usado como tema para o jogo "Tales of Graces" e realizou um concerto de Natal em dezembro.
Seu sétimo álbum japonês, Identity foi lançado em 10 de fevereiro de 2010, mas só alcançou o #4, vendendo 37.606 cópias em sua primeira semana. Com pouca divulgação de sua gravadora, que terminou sua série de seis álbuns consecutivos em #1, sugerindo que seria impossível para ela sustentar sua carreira em três territórios simultaneamente.

### 2010-2012:Hurricane Venus, filme de Hollywood,Only Onee primeiro concerto solo coreano
Em 1º de março de 2010, a SM Entertainment anunciou que BoA estaria completando, seu 10º aniversário, lançando seu primeiro álbum coreano após cinco anos.
Em 21 de julho de 2010, a Avex lançou o single "Woo Weekend", a canção principal do que foi usada para promover a Disney no 25º Aniversario de gelo no Japão. O site oficial da Coreia de BoA anunciou em 23 de julho de 2010, que seu sexto álbum coreano teria seria Hurricane Venus. Hurricane Venus foi lançado em 5 de agosto de 2010 e estreou no número 1, onde permaneceu por duas semanas. "Game" alcançou o nº 6. A versão repackaged do álbum com duas novas músicas sob o nome de "Copy & Paste" foi lançado em setembro de 2010. O álbum ganhou um prêmio Bonsang do Golden Disk Awards em 2010, recebendo pela primeira vez em sua carreira o prêmio. Em 6 de dezembro de 2010, a Avex lançou um single digital, "I See Me", para um comercial que promoveu fones de ouvido Audio Technica no Japão.
Em outubro BoA representou a Coreia se apresentando no 7.° Asia Song Festival, organizado pela Fundação Korea Foundation for International Culture Exchange, no Estádio Olímpico de Seul.
BoA fez a sua estreia no cinema de Hollywood no filme de dança Make Your Move 3D (formalmente chamado Cobu 3D), dirigido por Duane Adler e produzido por Robert Colt. BoA interpretou uma personagem chamada Aya, enquanto Derek Hough (conhecido a partir do programa de TV dos EUA Dancing with the Stars) onde interpretou o protagonista masculino, Donny. Aya e Donny se apaixonam, apesar de suas famílias serem inimigas na dança. As filmagens começaram na Primavera em Nova York e Toronto, no Canadá.
Em outubro de 2011, BoA anunciou em sua página no Twitter que ela lançaria um novo single japonês:. "Muitos ppl me perguntando quando eu vou lançar meu próximo single no Japão ... Estou preparando meu single agora então vocês serão capazes de ouvi-lo em breve". Então, em 6 de outubro, ela escreveu: "Indo para o set para o meu novo vídeo musical". Mais tarde foi anunciado pela Avex que ela lançaria seu single intitulado "Milestone" em 7 de dezembro de 2011. O vídeo da música estreou no dia 21 de novembro na MTV Japan. O single ficou na posição #4 nas paradas Music-DVD semanal da Oricon. Em dezembro, ela se juntou ao corpo de jurados do programa K-pop Star da SBS, que consiste em Yang Hyun-suk dA YG Entertainment e Park Jin-young dA JYP Entertainment. Ela representa a SM Entertainment.
Em 2 de março de 2012, a SM Entertainment confirmou que BoA faria seu comeback 2012. Ele acabou sendo comfirmado que seu comeback seria coreano. Em 16 de março de 2012, foi anunciado que BoA irá lançar um single coreano no dia seguinte, intitulado "One Dream" como tema para o K-pop Star. A canção também contou com Key e Henry Lau como os rappers. Esta foi a sua primeira música coreana lançada, depois de "Copy & Paste" em 2010.
Em 12 de julho de 2012, foi confirmado que BoA lançaria seu sétimo álbum coreano, Only One, em 25 de julho. BoA também escreveu e compôs a faixa-título. O álbum foi lançado digitalmente em 22 de julho. Depois que o álbum foi lançado, a faixa-título, "Only One", chegou a número 1 em todas as paradas musicais coreanas e conseguiu um "all-kill". A versão de dança do vídeo da música "Only One", foi lançado em 22 de julho de 2012. A versão do drama foi lançado em 25 de julho de 2012. Mais tarde, o vídeo da música parade acompanhamento da faixa, "The Shadow", foi lançado em 18 de agosto de 2012. Durante a divulgação do Álbum, foi apresentado no canal SBS um reality show feito especialmente para BoA como o nome de 'BoA 4354', que mostra os bastidores e a preparação de seu comeback, o realty recebeu esse nome em referência aos dias que que BoA está na indústria (4354).
Em 7 de agosto de 2012, BoA afirmou em um encontro de fãs que iria lançar a versão japonesa de "Only One" no inverno e ela pessoalmente foi quem traduziu as letras do coreano para japonês sozinha.
Em 16 de outubro de 2012, BoA lançou um single digital " Lookin'", com The Quiett para a campanha "Premium Younique Lifestyle" da Hyundai.
Em 10 de dezembro de 2012, a Avex Entertainment confirmou que BoA iria lançar um novo single japonês em 27 de fevereiro de 2013. O single inclui as versões japonesas de seus hits "Only One" e "The Shadow", de seu sétimo álbum coreano "Only One".
No dia seguinte, foi confirmado que BoA irá realizar seu primeiro show solo na Coreia, intitulado "BoA Special Live 2013 ~Here I Am~" em 26 de janeiro de 2013 no Olympic Hall. No qual os ingressos foram todos vendidos imediantamente.

### 2013: Primeira turnê coreana, comeback japonês, e atuação

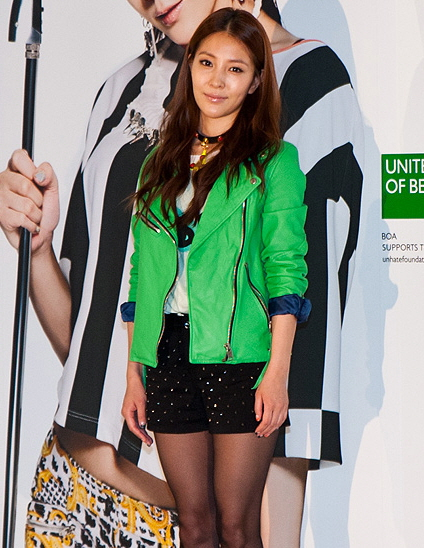
BoA em março de 2013

Em 23 de janeiro de 2013, foi anunciado que BoA iria lançar um novo single digital intitulado "Disturbance", uma canção que ela escreveu e compôs, em 28 de janeiro de 2013, em comemoração do seu primeiro turnê na Coreia do Sul. O vídeo da música "Disturbance" estreou através do canal no YouTube da SM Entertainment em 28 de janeiro. Em 11 de abril de 2013, foi confirmado que BoA teria mais três concertos adicionados a "BoA Special Live 2013 ~Here I Am~". Os concertos foram realizados em 18 de maio, em Taiwan, no Ginásio da Universidade de Taiwan, em 25 de maio, em Daegu, Coreia do Sul, no Centro de Convenções EXCO, e em 1º de junho, em Busan, Coreia do Sul no KBS Hall.
Em 26 de junho de 2013 foi lançado o single japonês "Tail of Hope", que contém a música tema do drama japonês Hakui no Namida. As características únicas de uma canção intitulada "Baby You", que é a versão japonesa de seu single coreano digital "Disturbance", e versão em Inglês de "Tail of Hope". A pré-visualização do vídeo de "Tail of Hope" estreou em 7 de junho de 2013. A versão curta do PV foi lançado no mesmo dia, uma vez que foi carregado no canal oficial do YouTube da Avex Trax mais tarde naquele dia.
Em 27 de maio de 2013, BoA lançou uma OST, "Between Heaven and Hell", para o drama da KBS Shark. A música serviu como tema principal do drama.
Em 24 de junho de 2013 o trailer holandês para o filme Make Your Move 3D, foi revelada através do YouTube, afirmando que o filme finalmente seria lançado nos Países Baixos em 24 de julho de 2013. Dois dias depois, o trailer oficial para a versão dos EUA do filme foi revelado também através do YouTube. O filme foi lançado na Noruega em 12 de julho de 2013, na Bélgica e na Holanda em 24 de julho de 2013, na Dinamarca, em 25 de julho de 2013 e na Itália em 15 de agosto de 2013.
Em 16 de julho de 2013, foi anunciado que BoA seria a protagonista do drama Expect to Date, ao lado do ator Choi Daniel.
Em 31 de julho de 2013 BoA lançou uma nova canção intitulada "Action". Ele serviu como tema para '2013 Gwangju Design Biennale. BoA e o compositor Yoo Young Jin colaboraram para escrever a música, que é uma canção eletrônica que inspira os ouvintes a trabalhar com paixão para encontrar a sua própria cor.
Nesse mesmo ano BoA deixa a bancada de jurado do K-pop Star, como representante de sua empresa SM Entertainment, por ser um cantora ativa e ter deixado muitos projetos em atraso.

### 2014-2015:Who's Back?,Kiss My Lipse 15º aniversário
Os singles do oitavo álbum japonês de BoA, Who's Back? (Setembro de 2014), foram lançados ao longo de quatro anos antes do lançamento do álbum: "Woo Weekend" e "I See Me" em 2010, "Milestone" em 2011, "Only One", "Tail of Hope" e "Message / Call My Name" em 2013, e "Shout It Out" e "Masayume Chasing" em 2014. Para promover o álbum, ela embarcou em seu tour "BoA Live Tour 2014 Who's Back?" em setembro, sua primeira turnê japonesa em quatro anos. Após o término da turnê, BoA estrelou seu primeiro filme coreano, Big Match, ao lado de Lee Jung-jae e Shin Ha-kyun, apesar de um single japonês "Fly" ter sido lançado em 3 de dezembro de 2014.
Seu oitavo álbum coreano, Kiss My Lips (maio de 2015), tornou-se seu primeiro álbum auto-escrito e auto-produzido, trabalhando ao lado dos produtores americanos The Underdogs e Stereotypes. O single "Who Are You" (feat. Gaeko) foi lançado antes da inauguração do álbum, juntamente com o videoclipe que o acompanhava, estrelado por Sehun, do EXO, como protagonista masculino. O restante do álbum foi revelado em 12 de maio, juntamente com um videoclipe oficial do "Kiss My Lips". A Billboard chamou a cantora de compositora promissora apesar dos momentos de suavidade musical.
Em julho, ela apresentou seu "BoA Special Live 2015: Nowness" para comemorar seu 15º aniversário. O show aconteceu nos dias 22 e 23 de agosto no Centro Sejong de Artes Cênicas da Coréia do Sul, tornando BoA o primeiro ídolo feminino a realizar um concerto solo neste local. Seguiu-se "BoA Special Live 2015: Nowness" no Japão, que teve lugar a 11 de dezembro de 2015 no Tokyo International Forum Hall-A. O seu 15º aniversário no Japão no ano seguinte foi celebrado de forma semelhante, incluindo o lançamento da canção "Lookbook" e uma edição do 15º aniversário do sucesso japonês da BoA, "Meri Kuri". Como parte do projeto especial de inverno da SM Entertainment, Winter Garden, BoA lançou um single digital intitulado "Christmas Paradise".

### 2016-presente: Projetos musicais, produção de televisão e atuação
Em 12 de janeiro de 2016, BoA lançou um single em inglês "Make Me Complete", que serve como tema para o drama especial da Fuji TV, Ooku, estrelado por Sawajiri Erika e Watanabe Mayu. Naquele mês de junho, ela colaborou com o rapper coreano Beenzino para SM Station da SM Entertainment. A dupla lançou o single "No Matter What", que classificou as cinco principais paradas musicais nacionais. BoA trabalhou com BeatBurger para outro single da SM Station intitulado "Music Is Wonderful", onde ela participou da composição e da gravação da faixa. De outubro a novembro de 2016, BoA estrelou o romance melodrama de JTBC, Listen to Love, retornando para a telinha depois de três anos.
No ano seguinte, BoA tornou-se um dos produtores do reality show de sobrevivência da Mnet, Produce 101 Season 2, que foi ao ar de 7 de abril a 16 de junho. BoA posteriormente lançou outra música para o SM Station, "Spring Rain", produzido por Kenzie. Em maio, BoA embarcou em "BoA The live in Billboard Live Tour", realizado em Tóquio e Osaka. Ela também lançou o single "Camo", uma música de dança com forte ênfase em sons de baixo e sintetizador, que foi uma mudança no som de seus materiais anteriores e produzido por The Underdogs. Em julho, ela lançou o single japonês "Right Here, Right Everywhere" para a trilha sonora do drama Yaneura no Koibito. Mais tarde, ela estrelou o filme Autumn Sonata ao lado de Lee Hak-joo, interpretando um paciente terminalmente doente.
Em 2018, BoA retornou ao Japão e lançou seu nono álbum japonês, Watashi Konomama de Iinokana, em 14 de fevereiro de 2018, seguido de EP, One Shot, Two Shot e Unchained em fevereiro e março, respectivamente. Para acompanhar o lançamento do Unchained, ela embarcou na turnê "BoA The Live 2018: Unchained", de 15 de março a 4 de abril. As pessoas que participaram dos shows receberam uma cópia de Unchained. Em outubro de 2018, foi anunciado que a cantora voltaria com seu nono álbum de estúdio coreano, Woman, no dia 24 de outubro, juntamente com um single de mesmo nome. O álbum pegou a posição 6 na Gaon Álbuns Chart e posição 11 na Billboard World Álbuns Chart.
Em 4 de junho de 2019, BoA lançou o single coreano "Feedback" com a participação do rapper Nucksal, acompanhado do vídeo musical.

## Discografia
| Álbuns de estúdio - ID; Peace B (2000) - No. 1 (2002) - Atlantis Princess (2003) - My Name (2004) - Girls on Top (2005) - Hurricane Venus (2010) - Only One (2012) - Kiss My Lips (2015) - Woman (2018) - Better (2020) - BoA (2009) | Álbuns de estúdio - Listen to My Heart (2002) - Valenti (2003) - Love & Honesty (2004) - Outgrow (2006) - Made in Twenty (20) (2007) - The Face (2008) - Identity (2010) - Who's Back? (2014) - Watashi Kono Mama de Ii no Kana (2018) |